# Репино (Крым)
Ре́пино (до 1945 года Бию́к-Яшла́в; укр. Рєпіне, крымскотат. Büyük Yaşlav, Буюк Яшлав) — село в Бахчисарайском районе Крыма (согласно административно-территориальному делению Украины входит в состав Ароматненского сельского совета Автономной Республики Крым, согласно административно-территориальному делению РФ — в Ароматненском сельском поселении Республики Крым).

## Современное состояние
В Репино 3 улицы, площадь, занимаемая селом, 49,8 гектара, на которой в 72 дворах, по данным сельсовета на 2009 год, числилось 194 жителя, экономически входит в состав Эфиросовхоз-завода (теперь СЗАО «Крым-Аромат»). В Репино установлен мемориал на воинском захоронении погибших в Великую Отечественную войну. Село связано автобусным сообщением с Бахчисараем.

## Население
| 2001 | 2014 |
| ---- | ---- |
| 197  | ↘150 |

Всеукраинская перепись 2001 года показала следующее распределение по носителям языка:
| Язык             | Число жит. | Процент |
| ---------------- | ---------- | ------- |
| русский          | 92         | 46,7    |
| украинский       | 14         | 7,11    |
| крымскотатарский | 76         | 38,58   |
| белорусский      | 1          | 0,51    |

### Динамика численности
| - 1805 год — 235 чел. - 1864 год — 448 чел. - 1886 год — 302 чел. - 1887 год — 429 чел. - 1892 год — 484 чел. - 1902 год — 589 чел. - 1915 год — 245/174 чел. | - 1926 год — 420 чел. - 1939 год — 532 чел. - 1989 год — 102 чел. - 2001 год — 197 чел. - 2009 год — 194 чел. - 2014 год — 150 чел. |

## География
Село находится в верховьях балки Буранчи-Ичи, на плато (куэсте) Внешней гряды Крымских гор, в междуречье Альмы и Качи, в стороне от основных дорог, примерно в 12 км от Бахчисарая. Окрестности села представляют собой изрезанную балками равнину, покрытую лесостепью. Произрастающие в этой местности редкие рощи дуба скального (дубки) — остатки сплошного дубового леса, произраставшего здесь, по свидетельству путешественников, ещё в XIII веке и впоследствии, очевидно, сведенного при добыче древесины и древесного угля. Транспортное сообщение осуществляется по региональной автодороге 35Н-069 Маловидное — шоссе 35Р-001 (по украинской классификации — С-0-10231).

## Название
Историческое название села — Биюк-Яшлав, происходит от названия древнего крымского бейского рода Яшлав (сама фамилия происходит от слова «Яшдаг» — молодой лес — современные дубки), бейский двор которых, со времён средневековья, находился в селении. В 1945 году село было прерименовано в честь летчика-корректировщика Якова Репина, погибшего во время боев за освобождение Севастополя 9 мая 1944 года.

## История
Судя по археологическим находкам, относящимся ко II—III векам нашей эры, поселение на месте современного села возникло, как римский военный лагерь во времена Позднескифского государства и погибло при вторжении на полуостров аланов и других варварских племён в начале III века.
Есть версия, что селение основал родоначальник беев Яшлау (в российской исторической традицмии — Яшлавских, также известных в русских дипломатических документах, как «князья Сулешевы»)) Абак-бей Кудалак, который, после завоевания Чуфут-Кале (вероятно, это XIII век) создал в окрестных долинах своего рода княжество, «избрав для жительства своего прекрасную долину, не вдали от Бахчисарая, назвал её Яшлавом» (в местности, называвшейся Яш-Даг — «Молодой Лес»). Таким образом, Биюк-Яшлав являлся центром бейлика (вотчины) данного рода, принадлежавшего к числу наиболее знатных кланов Крымского ханства. Деревня, безусловно, древняя, но первое письменное упоминание содержится в «Сказании священника Иакова» 1634 года, в котором говорится: 
Апреля во 2-й день приезжал на стан к посланникам Яшловской Адирша-Мурза-Сулешов, а посланникам говорил… …а вас де тепере нихто не оборонит, царя де тепере в Крыму нет и, грозя, поехал в Яшлов.
Также селение упоминается в кадиаскерском (судебном) деле о недроблении владений семьи Яшлау между родственниками в 1674 году. Упомянут Яшлав и в статейном списке о пребывании в Крыму гонца подьячего Василия Айтемирева в 1692 году, как местопробование разменного бея. В Камеральном Описании Крыма 1784 года упомянуты деревни Бьюк-Яждаг, Другой Яждаг и Третий Яждаг Бахчисарайского кадылыка Бахчисарайского же каймаканства, но это, судя по всему, имелись в виду кварталы (маале), на которые делилась большая деревня.
После присоединения Крыма к России (8) 19 апреля 1783 года, (8) 19 февраля 1784 года, именным указом Екатерины II сенату, на территории бывшего Крымского Ханства была образована Таврическая область и деревня была приписана к Симферопольскому уезду. После Павловских реформ, с 1796 по 1802 год, входила в Акмечетский уезд Новороссийской губернии. По новому административному делению, после создания 8 (20) октября 1802 года Таврической губернии, Биюк-Яшлав был включён в состав Актачинской волости Симферопольского уезда.
Согласно составленной в 1805 году Ведомости о числе селений, названиях оных, в них дворов… состоящих в Симферопольском уезде… в Биюк-Яшлаве в 47 дворах проживало 235 человек, исключительно крымских татар, а земля принадлежала Хаджи-бею Яшлавскому. На военно-топографической карте генерал-майора Мухина 1817 года деревня обозначена как Биюк-ешлав с 57 дворами. После реформы волостного деления 1829 года Биюк Яшлав, согласно «Ведомости о казённых волостях Таврической губернии 1829 года», определили центром Яшлавской волости (преобразованной из Актачинской) и 2-го полицейского стана. На карте 1836 года в деревне 71 двор, как и на карте 1842 года.
В 1860-х годах, после земской реформы Александра II, деревню «лишили» статуса волостного центра и приписали к Мангушской волости. Согласно «Списку населённых мест Таврической губернии по сведениям 1864 года», составленному по результатам VIII ревизии 1864 года, Биюк-Яшлав — общинная и владельческая татарская деревня, с 49 дворами, 448 жителями, 3 мечетями, становой квартирой и обывательской почтовой станцией при источникѣ безъименномъ. По обследованиям профессора А. Н. Козловского начала 1860-х годов, в селении имелись колодцы с пресной водой глубиной до 5 сажени, а также жители пользовались водой из многочисленных родников. На трёхверстовой карте 1865—1876 года в Биюк-Яшлаве отмечено 80 дворов. На 1886 год в деревне Блок-Лашлав, согласно справочнику «Волости и важнѣйшія селенія Европейской Россіи», проживало 302 человека в 56 домохозяйствах, действовали 3 мечети. В Памятной книге Таврической губернии 1889 года, составленной по результатам X ревизии 1887 года, в Биюк-Яшлаве записаны 85 дворов с 429 жителями.

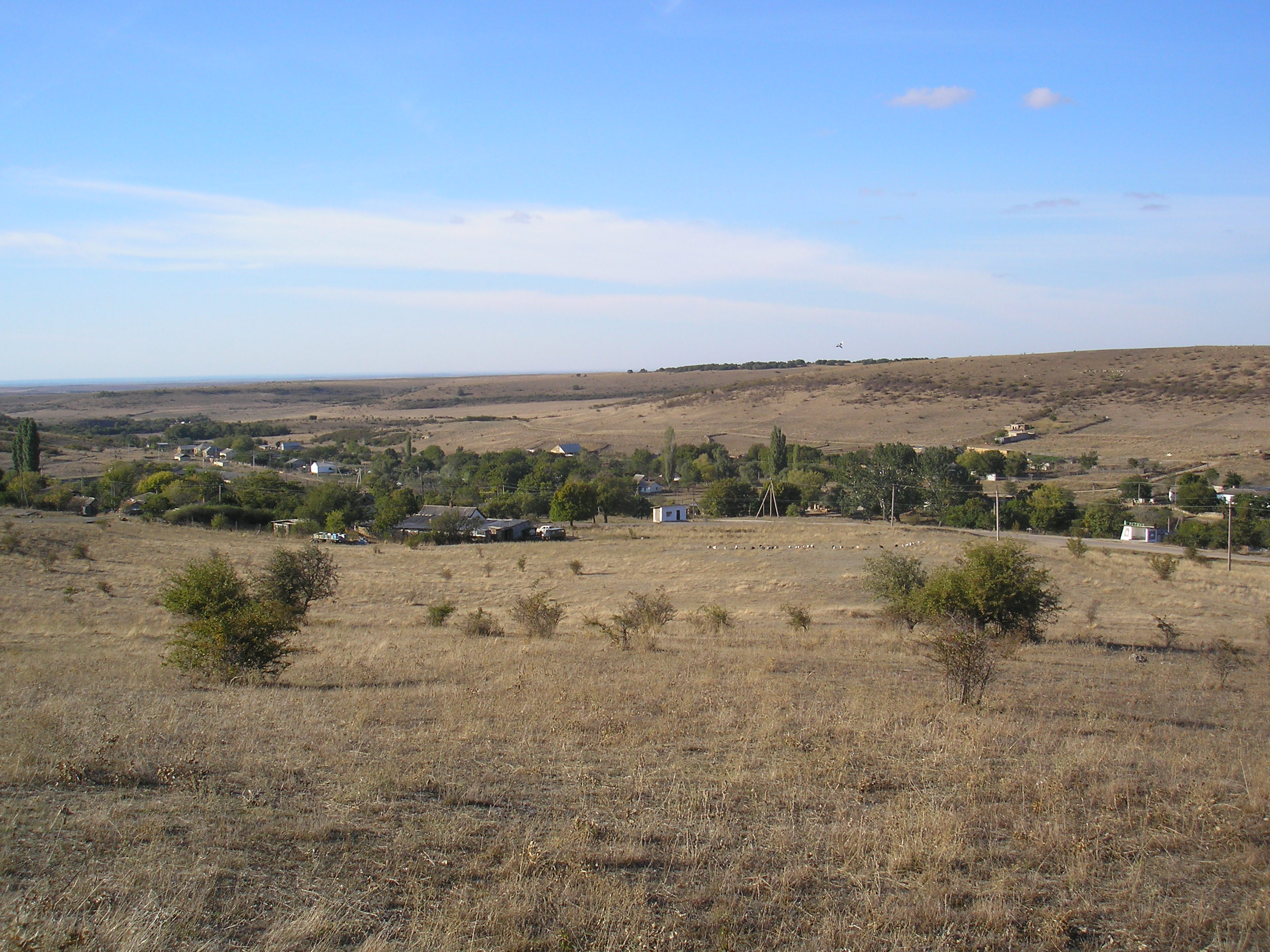
Вид с востока

После земской реформы 1890-х годов деревню передали в состав новой Тав-Бодракской волости. По «…Памятной книжке Таврической губернии на 1892 год» в деревне Биюк-Яшлав (с выселком Казбиэль), входившей в Биюк-Яшлавское сельское общество, числилось 484 жителя в 91 домохозяйстве, на верстовой карте 1892 года в деревне обозначено 87 дворов с крымскотатарским населением. По «…Памятной книжке Таврической губернии на 1902 год» в деревне Биюк-Яшлав, входившей в Биюк-Яшлавское сельское общество, числилось 589 жителей в 89 домохозяйствах, на общинной земле. В начале XX века это было большое село, об этом говорит факт строительства нового здания начальной мусульманской школы — мектеба в 1912 году . По Статистическому справочнику Таврической губернии. Ч.II-я. Статистический очерк, выпуск шестой Симферопольский уезд, 1915 год, в деревне Биюк-Яшлав Тав-Бодракской волости Симферопольского уезда числилось 102 двора с татарским населением в количестве 245 человек приписных жителей и 174 — «посторонних». Во владении было 82 десятины земли, 61 двор владел частными угодьями и 41 — безземельный. В хозяйствах имелось 100 лошадей, 40 волов и 50 коров, 120 телят и жеребят и 1660 голов мелкого скота.
После установления в Крыму Советской власти, по постановлению Крымревкома от 8 января 1921 года была упразднена волостная система и село вошло в состав Бахчисарайского района Симферопольского уезда (округа), а в 1922 году уезды получили название округов. 11 октября 1923 года, согласно постановлению ВЦИК, в административное деление Крымской АССР были внесены изменения, в результате которых был создан Бахчисарайский район и село включили в его состав. Согласно Списку населённых пунктов Крымской АССР по Всесоюзной переписи 17 декабря 1926 года, в селе Биюк-Яшлав, центре Биюк-Яшлавского сельсовета Бахчисарайского района, имелось 116 дворов, из них 110 крестьянских, население составляло 420 человек (210 мужчин и 210 женщин). В национальном отношении учтено: 415 татар, 1 русский и 4 украинца, действовала татарская школа. По данным всесоюзная перепись населения 1939 года в селе проживало 532 человека.
В 1944 году, после освобождения Крыма от фашистов, согласно Постановлению ГКО № 5859 от 11 мая 1944 года, 18 мая крымские татары были депортированы в Среднюю Азию. 12 августа 1944 года было принято постановление № ГОКО-6372с «О переселении колхозников в районы Крыма» по которому в район планировалось переселить 6000 колхозников и в сентябре 1944 года в район приехали первые новосёлы (2146 семей) из Орловской и Брянской областей РСФСР, а в начале 1950-х годов последовала вторая волна переселенцев из различных областей Украины. 21 августа 1945 года указом Президиума Верховного Совета РСФСР Биюк-Яшлав переименовали в Репино, а Биюк-Яшлавский сельсовет — в Репинский (существовала версия, что в селе бывал художник Репин). С 25 июня 1946 года Репино в составе Крымской области РСФСР, а 26 апреля 1954 года Крымская область была передана из состава РСФСР в состав УССР. Время упразднения сельсовета пока не установлено: на 15 июня 1960 года Репино числилось в составе [Плодовского. На 1968 год село в составе Подгородненского, а в 1970 году Подгородненский сельсовет разукрупнили и Репино отнесли к Ароматненскому сельскому совету. По данным переписи 1989 года в селе проживало 102 человека. С 12 февраля 1991 года село в восстановленной Крымской АССР, 26 февраля 1992 года переименованной в Автономную Республику Крым. С 21 марта 2014 года в составе Крыма аннексировано Россией.